# Gymnosporia lucida
Gymnosporia lucida är en benvedsväxtart som först beskrevs av Carolus Linnaeus, och fick sitt nu gällande namn av Ludwig Eduard Theodor Loesener. Gymnosporia lucida ingår i släktet Gymnosporia och familjen Celastraceae. Inga underarter finns listade.